# 堺市金岡公園体育館
堺市金岡公園体育館（さかいしかなおかこうえんたいいくかん）は、大阪府堺市北区の金岡公園内に所在する屋内体育施設である。財団法人堺市教育スポーツ振興事業団が指定管理者として運営管理に当たっている。

## 概要

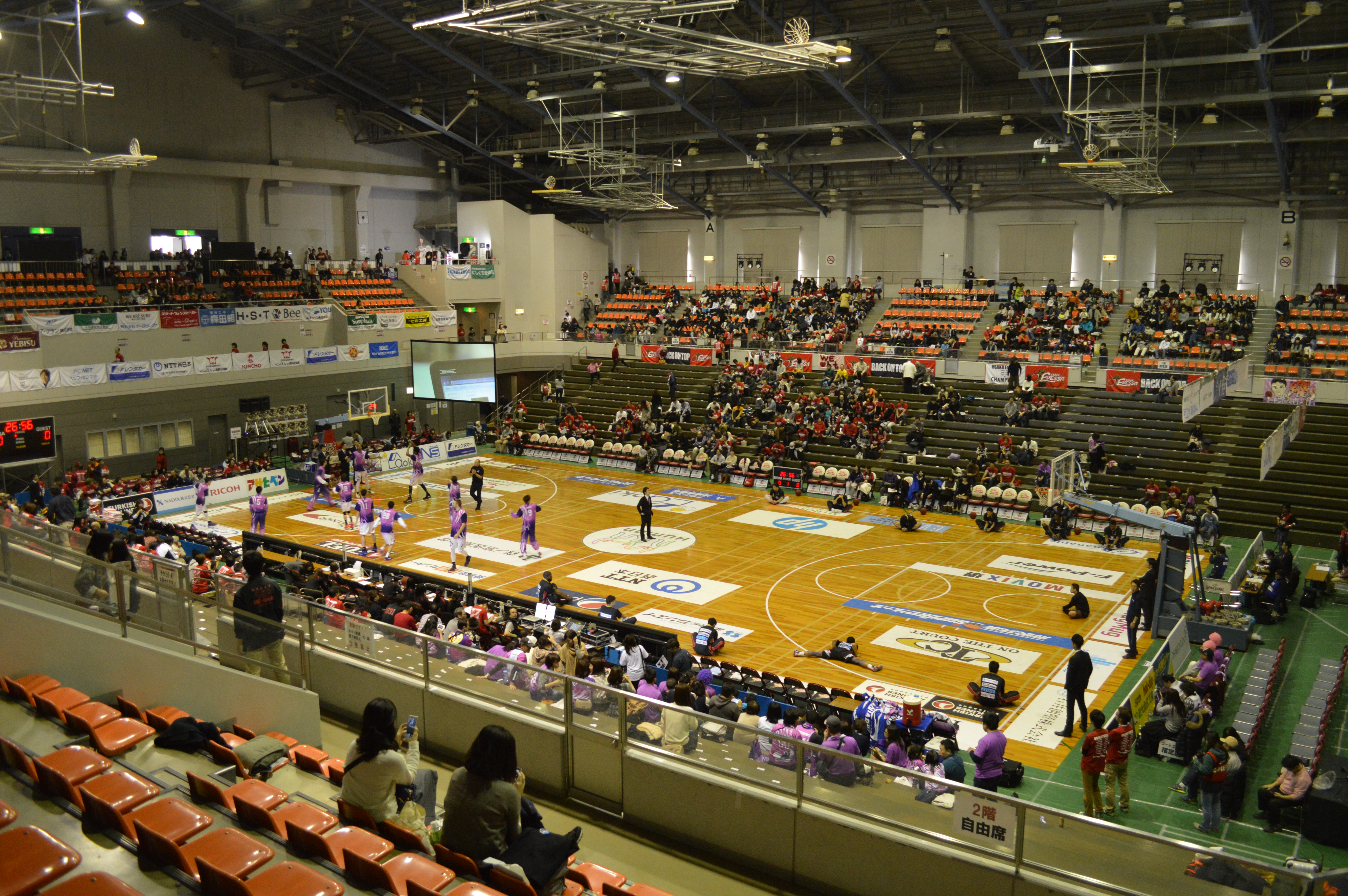
内部

1989年に完成。以来堺市における屋内スポーツの中心施設として多くのスポーツイベントなどで使用されている。大体育室、小体育室の他にトレーニングルーム、喫茶店なども完備。マスコットは「金やん」。

## イベント
- プレミアリーグ・堺ブレイザーズ戦
- bjリーグ・大阪エヴェッサ戦
- 堺市民オリンピック
- 全日本学生レスリング選手権大会（偶数年）

## アクセス
- Osaka Metro御堂筋線 新金岡駅より徒歩10分。
- 南海バス 金岡公園前バス停
  - 南海高野線・JR阪和線 三国ヶ丘駅前（北）から35系統 阪和堺市駅前行き、特35系統 地下鉄新金岡駅前行きで約5分
  - 南海高野線 堺東駅前8番乗り場から15系統 白鷺駅前行きで約15分
  - 南海高野線 白鷺駅前（北）から15系統 堺東駅前行きで約15分
  - 南海本線 堺駅南口2番乗り場から35系統 阪和堺市駅前行き、特35系統 地下鉄新金岡駅前行き、15系統 白鷺駅前行きで約20分
- 南海バス 公園北口バス停
  - JR阪和線 堺市駅前1番乗り場から35系統 堺駅南口行き、30左系統 地下鉄北花田駅前行き、2番乗り場から23系統・25系統 河内松原駅前行き、28系統南花田町行きで約5分
  - 近鉄南大阪線 河内松原駅前、高見ノ里駅前、布忍駅筋から23系統 堺駅前行きで約10～15分
  - 南海高野線 堺東駅前15番乗り場から23系統・25系統 河内松原駅前行き、28系統南花田町行きで約20分
  - 南海本線 堺駅前（東）1番乗り場から23系統 河内松原駅前行きで約30分

## 公園内の他施設
- 堺市金岡公園陸上競技場
- 堺市金岡公園野球場
- 金岡公園プール